# La enfermedad infantil del izquierdismo en el comunismo
La enfermedad infantil del izquierdismo en el comunismo (en ruso Детская болезнь „левизны“ в коммунизме) es un ensayo político escrito por el líder revolucionario Vladímir Ilich Lenin, la obra fue publicada en mayo de 1920 en ruso, alemán, inglés y francés. En el libro, el autor ataca la estrategia de una parte de los comunistas de izquierda, miembros de la Tercera Internacional, especialmente los camaradas ingleses y alemanes, acusándolos de seguir una desviación ideológica hacia la extrema izquierda. Luego se distribuyó una copia a cada delegado en el Segundo Congreso Mundial de la Internacional Comunista, varios de los cuales fueron mencionados por Lenin en la obra. El libro está dividido en diez capítulos y un apéndice.
El manuscrito de Lenin llevaba el subtítulo "Una exposición popular de la estrategia y táctica marxistas", pero esto no se aplicó a ninguna edición publicada durante su vida.

## Estructura
La obra está escrita en 10 capítulos. En el capítulo 5, el autor hace una crítica a los comunistas de izquierda de Alemania, acusándolos de querer separar a los líderes revolucionarios de las masas en una supuesta dictadura de los dirigentes. Lenin es crítico particularmente con algunos izquierdistas alemanes por considerar inútiles a los partidos políticos. Según Lenin, negar la necesidad y la disciplina del partido comunista equivale a desarmar por completo al proletariado en beneficio de la burguesía capitalista. Entre los capítulos 5 y 8, Lenin defiende la actuación de los partidos comunistas dentro de los sindicatos y en los parlamentos burgueses. Defiende asimismo la necesidad de establecer acuerdos y llegar a compromisos. En el capítulo 9, el objetivo son los izquierdistas ingleses, censurados por negarse a comprometerse con el Partido Laborista reformista, que congregó a la mayoría de la clase obrera inglesa.

## Contenido

### Bolcheviques
Lenin señala que la Revolución rusa tiene una importancia internacional considerable y critica a los líderes de la Segunda Internacional, incluido Karl Kautsky, por no reconocer la relevancia internacional del poder soviético como modelo revolucionario. Para ilustrar su alejamiento de la política revolucionaria, proporciona una cita de una obra de Kautsky de 1902 que concluye que "Europa occidental se está convirtiendo en un baluarte de la reacción y el absolutismo en Rusia". Lenin afirma que en una guerra contra la burguesía la "disciplina de hierro" es una "condición esencial". Continúa describiendo las circunstancias que resultaron en la exitosa asunción del poder estatal por parte de los bolcheviques en Rusia.
El tercer capítulo divide la historia del bolchevismo en los "años de preparación de la revolución" (1903-1905), los "años de la revolución" (1905-1907), los "años de la reacción" (1907-1910), los "años de ascenso" (1910-1914), la "Primera Guerra Mundial imperialista" (1914-1917) y la " segunda revolución en Rusia". Describe las circunstancias cambiantes de los revolucionarios en Rusia y la reacción de los bolcheviques ante ellas.
Lenin describe a los enemigos de la clase obrera como oportunistas, revolucionarios pequeñoburgueses a los que vincula con el anarquismo; y los bolcheviques "de izquierda" (expulsados del grupo bolchevique en 1909), a quienes vincula con quienes criticaron la paz de Brest-Litovsk. Termina criticando a los mencheviques, a los socialistas revolucionarios y a los miembros de la Internacional Socialista que estaban dispuestos a comprometerse con los dirigentes alemanes en defensa de un sistema capitalista.

### Comunismo de izquierda en Alemania
Los capítulos quinto, sexto y séptimo analizan una sección del Partido Comunista de Alemania que se dividió entre la redacción del documento y su publicación para formar el Partido Comunista Obrero de Alemania (KAPD). Toma como ejemplo el artículo de Karl Erler "La disolución del partido". Lenin criticó la actitud antisindical del grupo, su antiparlamentarismo y la propuesta de Erler de una dictadura de las masas como contrapunto a la "dictadura del partido" a la que, según él, ha conducido la Revolución rusa.
Lenin señala que el Partido Comunista Ruso (bolcheviques) depende de los sindicatos rusos y que una aristocracia obrera reaccionaria es inevitable, pero debe combatirse dentro del movimiento sindical. A diferencia del KAPD, sostiene que mientras gran parte del proletariado se haga ilusiones en los parlamentos, los comunistas deben trabajar dentro de esas organizaciones reaccionarias. Lenin compara entonces el antiparlamentarismo de la izquierda holandesa y el de Amadeo Bordiga.
Lenin luego critica el lema "sin compromisos", señalando que los bolcheviques habían hecho muchos compromisos a lo largo de su historia. Cree que se trata de utilizar la teoría como dogma y no como una "guía para la acción". Lenin también critica al nacionalbolchevismo y a algunos izquierdistas por no reconocer el Tratado de Versalles.

### Comunismo de izquierda en Gran Bretaña
Lenin critica la oposición de la Federación Socialista de Trabajadores a la acción parlamentaria y en particular a la afiliación al Partido Laborista a través de textos escritos por Sylvia Pankhurst y Willie Gallacher. Propone que todos los principales grupos socialistas del país formen un Partido Comunista de Gran Bretaña y que ofrezcan una coalición electoral con los laboristas. Concluye que el partido ganaría independientemente de que los laboristas aceptaran o no la oferta. En una frase famosa, dice que deberían apoyar al Secretario General del Partido Laborista, Arthur Henderson, "de la misma manera que la cuerda sostiene a un hombre ahorcado".

### Conclusiones de Lenin
Lenin concluye que en cada país el comunismo debe luchar contra el menchevismo y el comunismo de "izquierda". Afirma que el comunismo ya ha conquistado a la vanguardia de los trabajadores, pero que para conquistar a las masas debe tener en cuenta las diferencias entre los Henderson, los Lloyd Georges (liberales) y los Churchills (conservadores). A pesar de algunas derrotas, cree que el movimiento comunista está "desarrollándose magníficamente".
Lenin describe el comunismo "de izquierda" como el mismo error que el de los socialdemócratas, pero "al revés", uno que debe corregirse; y que como el comunismo de "izquierda" es sólo una tendencia joven, es "actualmente mil veces menos peligroso y menos significativo que los errores del doctrinarismo de derecha".

## Respuestas
La respuesta más amplia del comunismo de izquierda al ensayo político de Lenin vino en forma de la obra Carta abierta al camarada Lenin, escrita por Herman Gorter.

Usted se equivoca, a mi parecer, acerca de las condiciones de la revolución europea occidental, es decir, sobre las relaciones de las clases cuando usted las cree conformes a las condiciones rusas; he ahí por qué usted no comprende las razones de la Izquierda, de la Oposición. Así, el folleto parece ser justo si se adopta su punto de partida, pero si se lo rechaza (como hay que hacerlo), el folleto es totalmente falso de una punta a la otra. El conjunto de sus juicios, unos equivocados parcialmente, otros indiscutiblemente falsos en su totalidad, le llevan a condenar el movimiento de izquierda, sobre todo en Alemania y en Inglaterra.

En esta respuesta, Gorter todavía presumía que las calumnias de Lenin se debían a una equivocación fundamental. Otros revolucionarios comunistas, como Anton Pannekoek, decidieron ignorar el folleto y profundizar su ruptura con el bolchevismo.
El revolucionario comunista alemán Otto Rühle, recordó en 1939:

Era un escrito polémico, lleno de veneno y bilis, agresivo, tosco, plagado de tergiversaciones, sospechas y falsedades, odioso y amenazante como una bula papal de excomunión. Un verdadero deleite para todo contrarrevolucionario. Sin embargo, paradójicamente, entre todos los escritos programáticos bolcheviques, es el que más puramente retrata la esencia del bolchevismo, el que más descarnadamente lo revela. ¡El bolchevismo sin máscara! Cuando Hitler suprimió toda la literatura socialista y comunista en Alemania en 1933, este escrito fue el único cuya reaparición posterior permitió. Él sabía por qué.

El periodista, crítico literario y editor de la revista Die Aktion, Franz Pfemfert, publicó su respuesta al ataque político del bolchevismo hacia los comunistas de los países euro-occidentales bajo el título "La Enfermedad Infantil de Lenin... y la Tercera Internacional":

¿Qué quiere Lenin? Quiere decir al Partido comunista obrero de Alemania (KAPD) y al proletariado revolucionario de todos los demás países, que son imbéciles, idiotas y, peor aún, que no se pliegan dócilmente a la sabiduría de los bonzos, puesto que no se dejan llevar de manera extremadamente centralizada por Moscú (por intermedio de Radek y Levi). Cuando la vanguardia revolucionaria de Alemania rechaza la participación en los parlamentos burgueses, cuando esta vanguardia comienza a demoler los organismos sindicales reaccionarios, cuando vuelve la espalda a los partidos políticos de jefes, de acuerdo con la consigna: La liberación de los trabajadores sólo puede ser obra de los trabajadores mismos, ¡entonces esta vanguardia se compone de imbéciles, entonces comete “infantilismos izquierdistas”, entonces no tendrá precisamente derecho a entrar en la III Internacional (es la consecuencia del folleto)! Sólo cuando los obreros del KAPD vuelvan, como pecadores arrepentidos, a la Liga Espartaco (KPD), la única que trae la salvación, podrán integrarse en la III Internacional. Así pues: ¡Volved al parlamentarismo! ¡Entrad en los sindicatos de Legien! ¡Entrad en el KPD, ese partido de jefes en la agonía!, ¡He ahí lo que grita Lenin al proletariado alemán consciente!.

## Legado
El análisis de Lenin en Comunismo de izquierda: un trastorno infantil es la raíz de los conceptos políticos vietnamitas de "pensamiento de izquierda" y "pensamiento de derecha". El "pensamiento izquierdista" se refiere al idealismo dogmático que tiene concepciones poco realistas del cambio y el desarrollo. El "pensamiento de derechas" se refiere a la resistencia conservadora al cambio. Según la Enciclopedia Vietnam del Ministerio de Cultura e Información de Vietnam, estas son las dos corrientes principales del oportunismo: la primera da lugar al extremismo y el aventurerismo, mientras que la segunda es reformista y propensa a compromisos indebidos con el capital.